# Deutscher Medienpreis Depressionshilfe
Der Deutsche Medienpreis Depressionshilfe wird seit 2013 durch die Stiftung Deutsche Depressionshilfe verliehen. Er wird vergeben an Journalisten, die sich in herausragender Art und Weise mit der Erkrankung Depression auseinandersetzen. Alle zwei Jahre nominiert eine Jury aus Journalisten, Medizinern und Unternehmensvertretern sowie Betroffenen aus allen Einsendungen die Sieger. Für die Auszeichnung bewerben können sich Redakteure und (freie) Autoren – einzeln oder in Teams –, deren eingereichter Beitrag in deutschsprachigen Publikumsmedien erschienen ist.
Kriterien für die Auswahl sind unter anderem, ob die Berichterstattung kompetent erfolgt und der Beitrag zur Entstigmatisierung von Depression beiträgt. Die Jury prüft die Bewerbungen deshalb unter den Gesichtspunkten der fachlich-sachlich richtigen Darstellung, der journalistischen Kompetenz und auch der Beachtung der Medienrichtlinien im Falle einer Suizidberichterstattung. Insbesondere das letzte Kriterium unterscheidet den Deutschen Medienpreis Depressionshilfe von anderen Medienpreisen.
Die Auszeichnung ist mit 5.000 Euro dotiert und wird auf dem Deutschen Patientenkongress unter der Moderation von Harald Schmidt, Juryvorsitzender und Schirmherr der Stiftung, verliehen.

## Preisträger

### 2022
2022 wurde der dritte Preis an zwei Beiträge vergeben.
1. Annette Schreier für ZDF 37 Grad: „ICH BIN NOCH DA! Suizidgedanken junger Menschen“
2. Martin Gommel für das Online-Magazin Krautreporter: „Was hilft, wenn du depressive Angehörige hast“
3. Cornelia Benne & Almut Gronauer für ARTE Re: „Durchhalten in der Krise - die Pandemie und die Psyche“ und Heiko Wirtz-Walter & Nikolaus Zakarias für SWR Fernsehen: SWR Fernsehen „7 Tage unter Depressiven“

### 2019
2019 wurde der erste Preis gleich an zwei Beiträge vergeben.
1. Katja Engelhardt, Inka Friese und Ricci Lutterbeck (WDR): Die Sendung mit der Maus-Spezial: Die unsichtbare Krankheit und Marco Giacopuzzi (Hessischer Rundfunk für KiKA): Phil und das Traurigsein
2. Jule Kaden (Radio Fritz): Thementag zu Depressionen und Beziehungen
3. Barbara Vorsamer (Süddeutsche Zeitung Familie): Liebe Magdalena

### 2017
1. Anne Thiele – RTL Extra: Leben mit Depression: Langzeitbegleitung einer Betroffenen
2. Hendrik Rack, Eva Riedmann, Anna Bühler, Ariane Alter, Sebastian Meinberg – PULS im BR: Social Media & Depression: Wenn Facebook dein Leben zur Hölle macht
3. Corinna Schöps – ZEIT Doctor: Wenn die Seele Hilfe braucht[5]

### 2015
1. Anna Bühler und Till Ottlitz – PULS im BR: Die Frage: Werden wir immer depressiver?
2. Katrin Schmiedekampf und Stephan Seiler – mobil – das Magazin der Deutschen Bahn: „Kein Grund traurig zu sein“ und  Stephan Schweiger – Focus Gesundheit: „Mehr als nur traurig“
3. KLUB KONKRET – SWR: Wahnsinnig normal. Wie Psycho sind wir?[6]

### 2013
1. Ann-Kathrin Eckardt – NEON: Schattenliebe / Beate Wagner – Focus: Depression – ein Tabu nur noch bei Männern?[7]
2. Jana Lindner, Ines Hoge-Lorenz, Katrin Hartig – MDR: Das Geschäft mit Burnout
3. Redaktion SWR Nachtcafé – SWR: Depression: Die neue Volkskrankheit?[8]